# Sophia Ali
Sophia Taylor Ramseyer Ali (San Diego, 7 november 1995) is een Amerikaanse actrice. Ze is vooral bekend van haar werk in de komische televisieserie Faking It en de ziekenhuisserie Grey's Anatomy.
Ali werd geboren in San Diego en heeft een Amerikaanse moeder en een Pakistaanse vader. Ze bracht de eerste vijf jaar van haar leven door in Dubai. Al heel vroeg beoefende ze dans en raakte geïnteresseerd in toneelberoepen. Toen haar ouders terugkeerden naar de Verenigde Staten en naar Dallas verhuisden, begon ze rollen te krijgen in televisie, film en reclame.

## Filmografie

### Film
| Jaar | Titel                         | Rol                 | Opmerkingen |
| ---- | ----------------------------- | ------------------- | ----------- |
| 2007 | Missionary Man                | American Indian Kid |             |
| 2008 | The Longshots                 | Girl #1             |             |
| 2015 | The Walking Deceased          | Brooklyn            |             |
| 2016 | Everybody Wants Some!!        | Beverly's Roommate  |             |
| 2016 | Mono                          | Brooke              |             |
| 2017 | Bad Kids of Crestview Academy | Faith Jackson       |             |
| 2018 | Truth or Dare                 | Penelope Amari      |             |
| 2021 | India Sweets and Spices       | Alia Kapur          |             |
| 2022 | Uncharted                     | Chloe Frazer        |             |

### Televisie
| Jaar      | Titel             | Rol              | Opmerkingen                                     |
| --------- | ----------------- | ---------------- | ----------------------------------------------- |
| 2003      | K Street          | Sophia Al Sabih  | 2 afleveringen                                  |
| 2006      | Barney & Friends  | Zelf             | Terugkerende rol; 3 afleveringen en korte films |
| 2010      | Shake It Up       | Tasha            | Aflevering: "Meatball It Up"                    |
| 2011      | CSI: Miami        | Samantha Downey  | Aflevering: "Stoned Cold"                       |
| 2012      | Melissa & Joey    | Scarlett         | Aflevering: "All Up In My Business"             |
| 2014      | Tyrant            | Samira Nadal     | Aflevering: "Pilot"                             |
| 2016      | Faking It         | Sabrina          | Terugkerende rol; 5 afleveringen                |
| 2017      | The Mindy Project | Parvati          | Aflevering: "May Divorce Be with You"           |
| 2017–2019 | Grey's Anatomy    | Dr. Dahlia Qadri | Terugkerende rol; 27 afleveringen               |
| 2018      | The Mick          | Alexis           | Aflevering: "The Juice"                         |
| 2018      | Famous in Love    | Joanie           | 4 afleveringen                                  |
| 2020      | The Wilds         | Fatin Jadmani    | Hoofdrol; 10 afleveringen                       |

### Web
| Jaar | Titel                  | Rol              | Opmerkingen    |
| ---- | ---------------------- | ---------------- | -------------- |
| 2016 | The Disappearing Girl  | Leone            | 2 afleveringen |
| 2018 | Grey's Anatomy: B-Team | Dr. Dahlia Qadri | 3 afleveringen |

### Videoclip
| Jaar | Titel    | Artiest(en) |
| ---- | -------- | ----------- |
| 2018 | "Honest" | Drake Bell  |